# Riverdale (Nova York)
Riverdale és un barri residencial que està situat en la part nord-oest del Bronx, un districte de la ciutat de Nova York. Riverdale té una població de 47.850 habitants segons el cens de població dels Estats Units de l'any 2000, i conté el punt més septentrional de la ciutat de Nova York. El 26 de juliol de 2010, el Servei Meteorològic Nacional dels Estats Units d'Amèrica va confirmar que un tornado havia assotat Riverdale el dia anterior. No va haver-hi víctimes mortals, però set persones van resultar ferides en l'incident. Riverdale cobreix una àrea de prop de tres milles quadrades. Té una de les elevacions més altes de la ciutat de Nova York, amb vistes a l'edifici del Empire State, al pont George Washington, al Riu Hudson i a les Palisades de Nova Jersey. El veïnat també es destaca pels nombrosos parcs i extensions de vegetació i el bosc original que complementa el seu paisatge muntanyenc. El veïnat limita al nord amb la ciutat de Yonkers, situada al comtat de Westchester.